# Straatkamerwoning

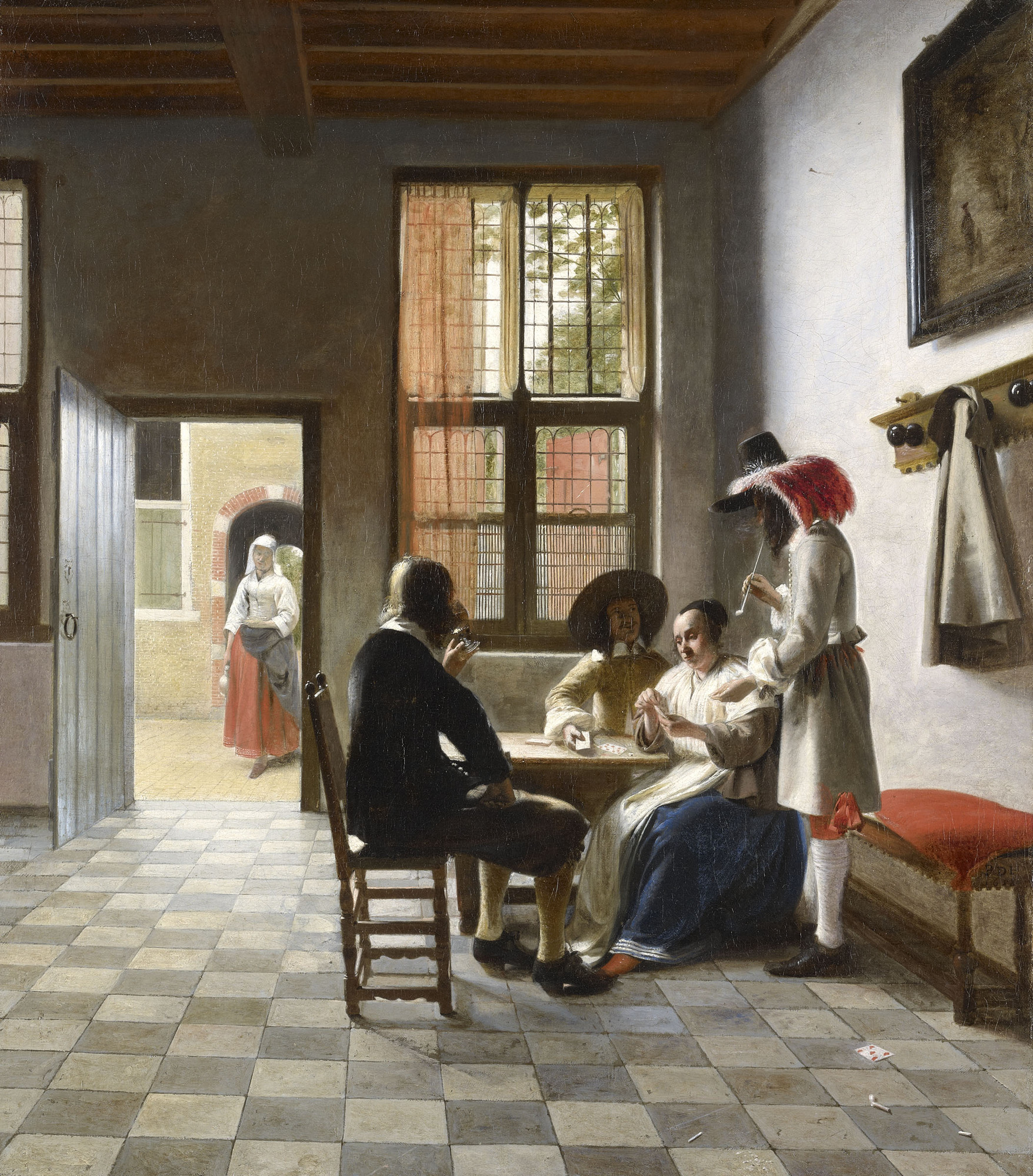
De straatkamer in De Kaartspelers van Pieter de Hooch (1658, Olieverf op doek, 72 x 66 cm, Royal Art Collection, Londen)

Een straatkamerwoning is een woning met een straatkamer. Dit is een halachtige ruimte tussen de feitelijke woonvertrekken en de straat in. Dit woningtype komt veelvuldig voor langs grachten van Hollandse steden. Oorspronkelijk werd in de straatkamer een bedrijfsmatige functie uitgeoefend. Deze ruimte was dan ook niet voorzien van een haard. Karakteristiek voor een straatkamer zijn de grote hoogte van de ruimte en een gevel met veel glas naar de straat. De straatkamer is veelvuldig geschilderd door de zeventiende-eeuwse schilder Pieter de Hooch (1629-1684).
Dit woningtype met een straatkamer is voor de hedendaagse Nederlandse architectuur nog altijd actueel, zoals onder meer blijkt uit het boek van de architect Herman Hertzberger (1932) Ruimte maken, ruimte laten. Lessen in architectuur uit 1996. In deze publicatie wordt stil gestaan bij de bijzondere relatie tussen de binnenwereld en de buitenwereld van dit woningtype (p.87). Architectenbureau Hebly Theunissen gebruikt de straatkamer in het boek Bouwen in de stad uit 1989 als basis voor een nieuw woningontwerp, waarbij de relatie woning-straat zo direct mogelijk wordt gelegd. In 1996 heeft hetzelfde bureau aan de Nederhorst in Rotterdam woningen met een straatkamer gerealiseerd. De hoge straatkamers ontsluiten de twee boven gelegen woningen.